# Ozaki Hotsumi

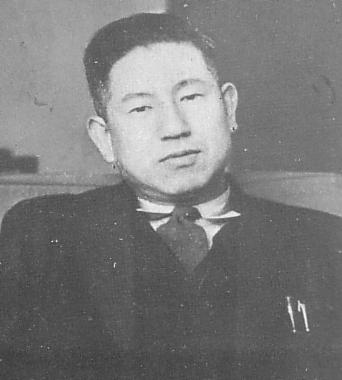
Ozaki Hotsumi

Ozaki Hotsumi (japanisch 尾崎 秀実; * 29. April oder 1. Mai 1901 in Shirakawa, Präfektur Gifu; † 7. November 1944 in Toshima, Stadt Tokio (heute: Tokio)) war ein japanischer Journalist, Kommunist und Spion im Auftrag der Sowjetunion.

## Leben und Wirken
Ozaki Hotsumi wurde in Tokio geboren, verbrachte aber die meiste Zeit seiner Kindheit und Jugend auf Taiwan. Er studierte an der Universität Tokio und schloss sich während dieser Zeit der sozialistischen Gruppe „Shinjin-kai“ an. Nach dem Abschluss an der Universität arbeitete er für die Zeitung Tokyo Asahi Shimbun.
Er interessierte sich sehr für die chinesische Revolution und für die damit verbundenen Probleme und ging von 1928 bis 1932 als Sonderkorrespondent nach Shanghai. Seit seiner Studienzeit hatte er sich für den Marxismus interessiert und hatte Kontakt zu verschiedenen Personen vom linken Flügel, schloss sich aber zu keiner Zeit der Kommunistischen Partei an. Er verließ 1938 Asahi und arbeitete in Teilzeit für die Südmandschurische Eisenbahn. Seine Kenntnisse und Ansichten zu China wurden weit anerkannt, er wurde als Mitglied der „Shōwa Kenkyūkai“ ein Berater von Konoe Fumimaro. Später wurde bekannt, dass seine wichtigsten Quellen die Berater Kinkazu Saionji und Takeru Inukai waren. Takeru war der Sohn des Premierministers Tsuyoshi Inukai († 1932).
Ozaki gehörte dem Kreis um Richard Sorge an und wurde 1941 verhaftet, 1943 mit diesem zum Tode verurteilt und wurde 1944 am selben Tag unmittelbar vor Sorge im Sugamo-Gefängnis gehängt. Er war der einzige Japaner, der während des Zweiten Weltkrieges in Japan wegen Landesverrats hingerichtet wurde.
In der Haft hatte Ozaki Gedichte für seine Frau und seine Tochter verfasst, die nach dem Krieg erfolgreich verlegt wurden. Dadurch wandelte sich das Bild der japanischen Öffentlichkeit von Ozaki Hotsumi vom Landesverräter hin zum Kämpfer gegen den Krieg.